# Puschkin (Tynjanow)

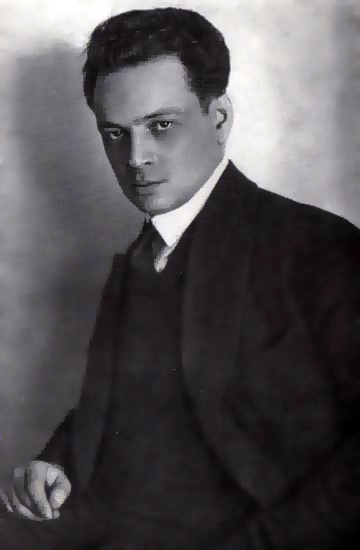
Juri Tynjanow

Puschkin (russisch Пушкин) ist ein historischer Roman des sowjetischen Schriftstellers Juri Tynjanow. Diese Biographie in Prosa, 1934–1943 geschrieben, blieb unvollendet. Ihr erster Teil Kindheit erschien 1935.

## Entstehung
Bevor Tynjanow in den 1930er Jahren den Roman schrieb, konnte er zehn Jahre zuvor als Literaturwissenschaftler – hier als Puschkin-Forscher – in den Arbeiten 
- Die Archaisten und Puschkin,
- Tjutschew und Puschkin sowie
- Puschkin

mit neuen Resultaten aufwarten. Diese wurden in der Fachwelt kontrovers besprochen. Nichtsdestotrotz – Boris Eichenbaum bemerkt zu der Arbeit Die Archaisten und Puschkin, „daß die Wirkung gewaltig war. Von den alten Konzeptionen blieb nichts, die ganze literarische Epoche gewann einen neuen Inhalt, ein neues Aussehen, einen neuen Sinn … Die russische Literaturwissenschaft muß diese Arbeit als Meilenstein anerkennen. Mit ihr begann eine neue Periode …“. Selbstverständlich arbeitete Tynjanow während der Entstehung des Romans literaturwissenschaftlich weiter. Dabei gelang ihm unter anderen eine Entdeckung, die er 1939 in dem Artikel Eine namenlose Liebe publizierte. Es geht dabei um Tynjanows letzte literaturwissenschaftliche Entdeckung – die Liebe Puschkins zu Jekaterina Karamsina (1780–1851), eine Neigung, die Puschkin lebenslang vor der Welt verborgen hatte. Tynjanow hat das Faktum in den dritten und letzten Teil seines Romanfragments eingearbeitet.
Lewin weist auf die schwierigen Schaffensbedingungen gegen Lebensende des Autors während der Arbeit am Roman hin. Der schwerkranke Tynjanow war aus Leningrad evakuiert worden und schrieb außerhalb ohne sein Archiv.
Ilja Ehrenburg bedauert den frühen Tod des Verfassers und bemerkt in dem unvollendeten Text den Sieg von „Geist, Genie und Harmonie über Drill und Unwissenheit“.

## Überblick
Die Handlung in dem Fragment läuft vom Juli 1799 – Alexander Puschkin ist einen reichlichen Monat alt – bis zum Frühsommer 1820: Eines frechen Epigramms wegen verbannt der Zar den jungen Dichter aus Sankt Petersburg in die Gegend um Jekaterinoslaw.
Alexander Puschkin hat seinen Vornamen vom Urgroßvater Alexander Petrowitsch Puschkin. Alexander Puschkins Vater Sergei Puschkin, Spross einer sechshundert Jahre alten Adelsfamilie, musste den Dienst als Major aus finanziellem Grunde quittieren. Als Proviantamtskommissionär, das ist ein Beamter siebter Klasse, trägt er zwar nicht mehr die Majorsuniform, erhält jedoch höhere Bezüge. Der Vater und dessen Bruder Wassili Lwowitsch Puschkin gelten beide als Dichter. Konstantin Batjuschkow hatte sich in Moskau mit Alexander Puschkins Onkel Wassili angefreundet und wenn von den Literaten erster Klasse die Rede war, „hieß es … : Karamsin, Dmitrijew, Batjuschkow und Puschkin.“ Freilich war mit Letzterem der Onkel gemeint, denn der Vater war als Dichter in die Namenlosigkeit versunken.
Dmitrijew und besonders der Historiker Karamsin spielen in Alexander Puschkins Jugendjahren nicht unbedeutende Rollen. Onkel Wassili bringt den Neffen Alexander im Lyzeum Zarskoje Selo unter: Zunächst sucht der Onkel gemeinsam mit dem Jungen den Justizminister Dmitrijew auf. Als das nichts bringen will, lässt er noch andere Beziehungen spielen. Und Karamsin erreicht Jahre später während einer Audienz beim Zaren, die hauptsächlich die Drucklegung seines mehrbändigen Werkes Geschichte des russischen Staates betrifft, dass Alexander nicht nach Spanien, sondern lediglich nach Südrussland, verbannt wird.

## Handlung

### 1. Kindheit
Alexander Puschkins Mutter Nadeschda Puschkina und der Vater Sergei Puschkin sind überaus vergnügungssüchtig. Zudem vergessen beide die eigenen Kinder, sobald Karamsin zu Besuch kommt. Der inzwischen sechsjährige Alexander erkennt bereits, der Besucher Karamsin ist bedeutender als der Vater.
Als Alexander sieben Jahre alt ist, stirbt der Großvater Ossip Hannibal. Der Vater nimmt die Beileidsbezeigungen wie Glückwünsche entgegen, denn der Mutter fällt das Landgut Michailowskoje als Erbe zu. In der Bibliothek des Guts in der Nähe von Opotschka wird der französisch sprechende, lesende und denkende Alexander unter anderen bei Gresset fündig. Im Winter auf das Jahr 1807 erhält Alexander – passend zu den französischen Büchern in der Bibliothek – den Grafen Montfort, einen Franzosen, als Erzieher. Im Alter von knapp zehn Jahren liest der Junge verbotene französische Gedichte. Der Pope beschwert sich beim Vater. Der trotzige, ungebärdige, fahrige und wortkarge Alexander sei in der Gotteslehre nicht bewandert. Der Graf wird durch den strengen Erzieher Rousseleau, einen französischen Literaten und Dichter, abgelöst. Der Franzose korrigiert Alexanders Anfängerdichtungen – ein Gemenge aus Eigenem und Fremden, gespickt mit Rechtschreibfehlern. Der Vater gibt den Zehnjährigen und dessen zwei Jahre ältere Schwester Olga in eine Tanzschule. Das Mädchen lacht über die Frechheiten des Bruders.
Das Landgut muss versteigert werden, kommt aber wieder in die Hände der Familie. Der Vater will den zwölfjährigen Alexander nach Petersburg in die Jesuitenschule stecken, schreibt an Dmitrijew, bekommt aber keine Antwort. Heimlich schickt der Vater ein Aufnahmegesuch für den Landjunker Alexander Puschkin an das in Gründung befindliche Lyzeum Zarskoje Selo – die zukünftige Bildungseinrichtung für Großfürsten und begabte adlige junge Herren.

### 2. Lyzeum
Der 14-jährige Großfürst Nikolaus beißt seinen Erzieher Adelung. Der Imperator wünscht auch deswegen im Gespräch mit Speranski die baldige Eröffnung des Lyzeums – allerdings mit einem Novum: Die Erzieher müssen ohne die Prügelstrafe auskommen. Dem Lehrkörper sollen die Russen Malinowski und Kunizyn angehören. Der Imperator beauftragt auch noch Rasumowski mit Vorschlägen zum Lehrplan. Rasumowski schaltet de Maistre ein. Der kluge Franzose hält das Fach Mathematik für unpassend. Das erregt den Zorn des Oberbefehlshabers der Artillerie Araktschejew.
Die beiden Großfürsten – Nikolaus sowie der zügellose und voreilige Konstantin – dürfen bei ihrer Mutter bleiben. Das Lyzeum soll Anfang 1811 eröffnet werden. Kunizyn, aus Göttingen kommend, wird berufen.
Dmitrijew, ein ausgewiesener Schutzherr der Familie Puschkin, zu dem Onkel Wassili zusammen mit Alexander vordringt, heißt eine solche Eliteschule, in der in Russisch unterrichtet wird, gut, vermeidet aber irgendeine Zusage. Der Onkel wendet sich an Alexander Turgenjew. Letzterer erreicht über den Fürsten Golizyn die Kandidatur Alexander Puschkins für das Kaiserliche Lyzeum. Der Kandidat besteht die Aufnahmeprüfung. Am 19. Oktober 1811 wird das Lyzeum eröffnet. Der Lehrbetrieb beginnt. Professor Kunizyn äußert über seinen Hörer Alexander Puschkin, der im Unterricht nie Fragen stelle und Gedichte schreibe, im Januar 1812: „Puschkin kaut an seiner Feder und kritzelt Zeichnungen aufs Papier“ „und schreibt unaufhörlich“. „Er ist klug, aber schüchtern; er ist trotzig, zu hastig, jähzornig bis zur Raserei und stets zum Lachen aufgelegt.“ „Er ist über die Maßen menschenscheu, aber keinesfalls bösartig. Die Erzieher zählen ihn zu den Rüpeln, und er ist wirklich einer. Offenbar hält er sich auf diesen Ruf etwas zugute.“ Der Junge habe ihn gebeten, über Geiz zu referieren. Bei Puschkin seien die Madrigale von Voltaire und Schriften von Piron gefunden worden. Zudem notiert Kunizyn zum Besuch Alexander Turgenews im Lyzeum: „Da er Puschkins Eltern als äußerst oberflächliche Menschen kennt, bat er mich, ihn nicht sich selbst zu überlassen.“ Ferner erwähnt Kunizyn in seinen Aufzeichnungen noch die Entmachtung Speranskis.
Der Literaturlehrer Koschanski möchte Alexander Puschkin lenken. Das ist nicht einfach.
Das Personalkarussell kommt in Lyzeum nicht zur Ruhe. Im Falle des Inspektors Martin Pilezki, eines Jesuiten, sind es Schüler, die den Mönch in den freiwilligen Rücktritt treiben. Vergeblich hatte der Inspektor beim Lyzeumsdirektor Malinowski die Relegation des minderwertigen Subjekts Dansas, des unvernünftigen Broglio und des unmoralischen, aufsässigen, bösartigen, ungläubigen Puschkin gefordert. Delwig, Mitglied einer Schüler-Abordnung, hatte den Direktor unter Druck gesetzt. Pilezki hatte daraufhin seinen ganzen Besitz – ein paar Bücher – gebündelt und war fortgegangen.
In der Nacht zum 23. Juni 1812 überschreitet Napoleon bei Kaunas die Memel. Als der Korse bald vor Smolensk steht, will sich Malinowski von Kunizyn ablösen lassen. Am 17. August brennt Smolensk und darauf Wjasma. Erstaunlicherweise benimmt sich Puschkin im Lyzeum auf einmal mustergültig.
Der Deutschbalte Barclay wird durch Kutusow ersetzt, als der Usurpator gegen Moskau zieht. Direktor Malinowski fällt in Ungnade, weil er am 30. August einen Theaterabend veranstaltet. Als Moskau brennt, flüchten Puschkins Eltern mit ihren Kindern Olga und Lew nach Nischni Nowgorod. Die kostbare Bibliothek des Vaters wird ein Raub der Flammen. Mitte Oktober will Malinowski die ihm anvertrauten Zöglinge in die Universität Turku evakuieren.  Als aber die Franzosen am 19. Oktober den Rückzug antreten, bleiben die Schüler im Lyzeum.
Ende März 1814 besetzen die Russen Paris. Koschanski verliest im Lyzeum den Heeresbericht. Der Unterricht wird fortgesetzt. Professor Koschanski, der Direktor werden möchte, neidet dem hergelaufenen Bengel Puschkin die Produktion schwereloser, ungebundener, lebendiger Poesie in tändelnder Schreibweise.
Malinowski stirbt. Koschanski, im Delirium tremens, wird durch Galitsch ersetzt.
Alexander Puschkins Familie geht von Nischni Nowgorod nach Warschau und kommt auf der Reise in Zarskoje Selo vorbei. Später lassen sich die Eltern in Sankt Petersburg an der Fontanka nieder. Olga ist eine Schönheit geworden.
Anfang 1815 trägt Puschkin sein patriotisches Gedicht Erinnerungen in Zarskoje Selo vor. Der anwesende greise Dershawin ist begeistert.

### 3. Jugend
Onkel Wassili macht den Neffen mit Wjasemski bekannt. Aus der Bekanntschaft wird Freundschaft.
Batjuschkow sucht Puschkin im Lyzeum auf. Karamsin kommt 1816 vorbei; will vom Zaren Geld für die Herausgabe seiner achtbändigen Geschichte des russischen Staates erbitten.
Puschkin wird in den Arsamas aufgenommen. Ebenfalls 1816 wird Jegor Antonowitsch Engelhardt Direktor des Lyzeums. Er weist Korsakow, Lomonossow und Gortschakow den Weg in den diplomatischen Dienst. Als Dichter erkennt der neue Direktor drei Charaktere – den seiner Ansicht nach überheblichen, herzlosen Puschkin, den kalten Spötter Delwig und den herzensguten doch tollköpfigen Küchelbecker. Mit Puschkins Verhöhnung alles Kirchlichen kann sich Engelhardt nicht abfinden.
Am 24. Mai 1816 zieht der 50-jährige Historiker Karamsin mit seiner 36-jährigen Frau Jekaterina für immer nach Zarskoje Selo.
Puschkin verliebt sich in die Witwe Maria Smith, eine geborene Charon-Lerosa. Die junge Frau besucht Direktor Engelhardt, ihren entfernten Verwandten. Puschkin sündigt mit der Smith. Der Sünder will die Witwe vergessen, weil er sich Jekaterina, die dem Alter nach bald Mutter des 17-Jährigen sein könnte, zuwenden möchte. Karamsin liest Puschkins Epigramme. Der Historiker kann nicht übersehen, Puschkin macht seiner Frau Jekaterina schöne Augen.
Engelhardt erwischt seine Verwandte Maria und Puschkin in der eigenen Wohnung beim Sündigen. Die Witwe muss sofort abreisen.
Fürst Golizyn liest eine Schmähschrift Puschkins, in der Sprache des freiheitlichen Pöbels formuliert. Dem Zaren werden von drei Beratern vier Strafen für den Dichter vorgeschlagen: Verschickung nach Spanien, zehn Jahre Kloster Solowki, Einsperren in die Peter-Paul-Festung oder auf Lebenszeit zu den Soldaten. Der Imperator folgt dem Rat Karamsins. Puschkin kommt mit der Versetzung nach Südrussland davon. Eine Verbannung ist es gar nicht, sinniert der Zar. Denn nachdem Puschkin das Lyzeum absolviert hatte, untersteht der Verfasser der schlimmen Epigramme dem Kollegium für Auswärtige Angelegenheiten und reist dienstlich mit Rajewski in die Nachbarschaft der verfeindeten Türken.

## Feind und Freund
Der Spötter Alexander Puschkin hat auf dem Lyzeum mehr Freunde als Feinde. Zu den Letzteren gehören auch Korff, Lomonossow, Korsakow und Judin – sämtlich Spitzel Pilezkis.
Zu Puschkins Freunden gehören unter anderen Puschtschin, der Gedächtniskünstler Gortschakow, der Sonderling Küchelbecker, der Faulpelz Delwig, der einfältige Mjassojedow, die schlechten Schüler Broglio und Dansas sowie der stämmige Direktorssohn Iwan Malinowski.

### Primärliteratur
- Juri Tynjanow: Puschkin. Historischer Roman. Aus dem Russischen von Traute und Günther Stein. Verlag Volk und Welt, Berlin 1980. 672 Seiten (Verwendete Ausgabe)
- Juri Tynjanow: Puschkin. Historischer Roman. Aus dem Russischen von Traute und Günther Stein. Nachdichtungen von Wilhelm Tkaczyk. Diogenes, Zürich 1987, ISBN 978-3-257-21535-9

### Sekundärliteratur
- Brigitte Birnbaum: Alexander in Zarskoje. Illustrator: Ernst Franta. Verlag 	Pinnow : EDITION digital anno 2012 (1. Aufl.), ISBN 978-3-86394-073-7